# Herzogenbuscher Straße
Die Herzogenbuscher Straße ist eine Straße in Trier. Sie ist die Verlängerung der Paulinstraße und endet am Verteilerkreis in Trier-Nord. An der Straße liegen mehrere Geschäfte und wichtige Institutionen der Stadt.
Die Straße ist nach der niederländischen Partnerstadt ’s-Hertogenbosch (deutsch: Herzogenbusch) benannt. Die Partnerschaft besteht seit 1963; bis 1969 trug die Straße den Namen Ruwerer Straße.
Im Verlauf der Straße liegen der Hauptfriedhof, die Industrie- und Handelskammer Trier,  die Hauptstelle der Volksbank Trier Eifel, die Arena Trier und der Sitz des OK54.  In der Straße befindet sich auch die ehemalige Kaserne Castelforte.  Die Kaserne ist heute eine Konversionsfläche und wird vor allem als Raum für Einkaufs- und Gewerbestandorte genutzt.